# Multikulturní výchova
Multikulturní výchova či multikulturní vzdělávání je soubor pedagogických strategií a materiálů, reagujících na rostoucí etnickou a kulturní pestrost současného západního světa. Multikulturní výchova poskytuje studentům a studentkám znalosti o historii, kultuře a přínosu různých skupin lidí v pluralitní společnosti. Čerpá poznatky z mnoha různých oborů, včetně etnických studií a ženských studií, ale také reinterpretuje obsah ze souvisejících vědních oborů.
Multikulturní vzdělávání, také chápané jako způsob výuky, podporuje zásady, jako je sociální začleňování, rozmanitost, demokracie, získávání dovedností, zvídavost, kritické myšlení, hodnotu různých perspektiv, a sebereflexi. Podporuje studenty, aby přinášeli specifika svých kultur do třídy, a tak umožňovali učitelům podporovat intelektuální, sociální a emocionální zrání dětí.
Bylo zjištěno, že multikulturní vzdělávání je účinné při výchově dětí z přistěhovaleckých rodin. Je počítáno mezi reformní hnutí usilující o transformaci tradičních škol. Transformace v této souvislosti vyžaduje změnu všech charakteristik školy včetně strategií výchovy, postojů učitelů, výukových materiálů, metod hodnocení, poradenství a učebních stylů. Multikulturní výchova se zabývá také tím, jak sami studenti pomáhají společnosti.